# Vinte Anos Depois

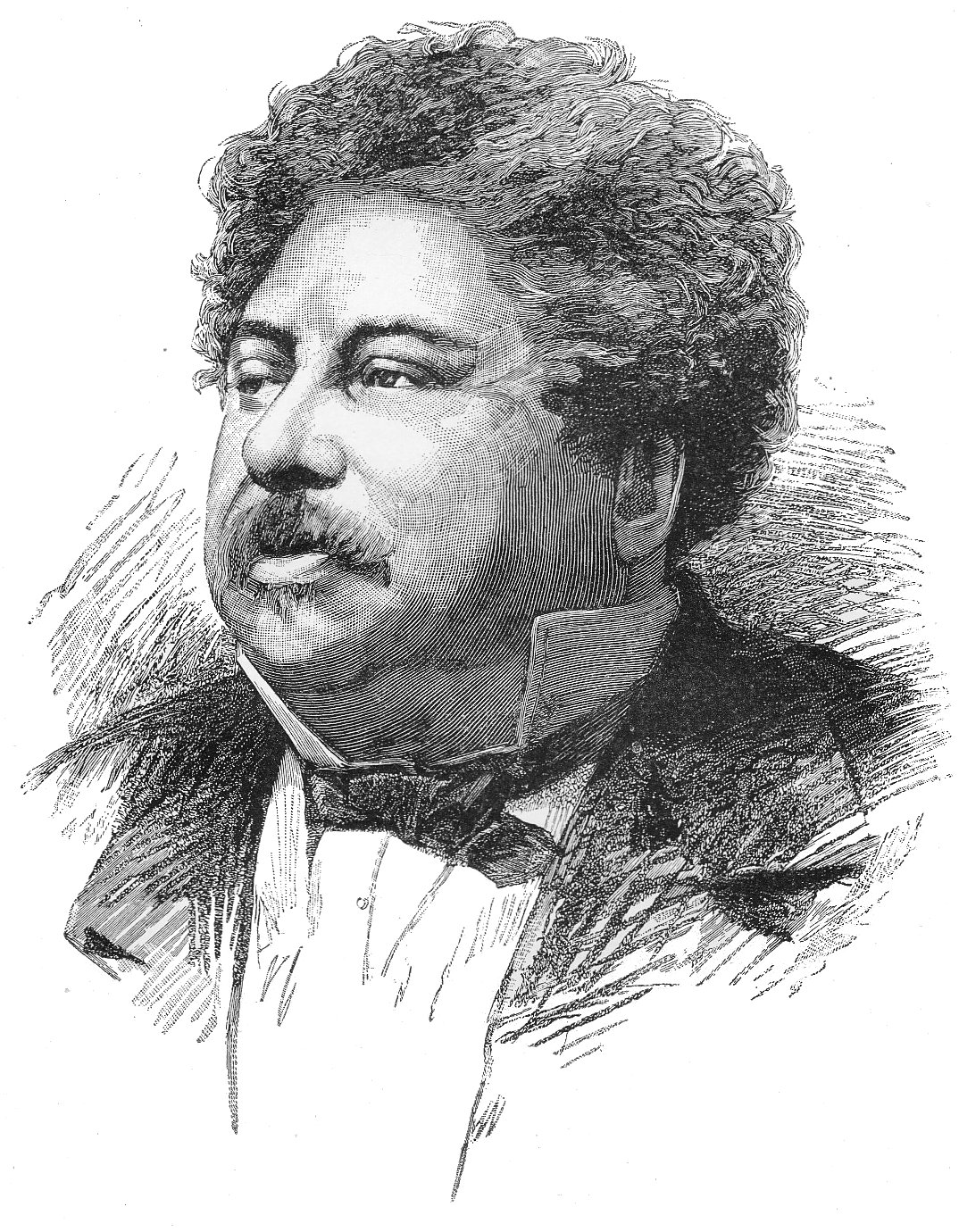
Alexandre Dumas Pai

Vinte Anos Depois é a sequência que Alexandre Dumas dá, a partir de 1845, ao romance histórico "Os Três Mosqueteiros. A este volume segue-se ainda "O Visconde de Bragelonne", que fecha a "Trilogia dos Mosqueteiros". Foi lançado como folhetim de Janeiro a Agosto de 1845.
O carater dos principais personagens é melhor desenvolvido neste que no primeiro volume da série. Novos personagens fazem sua aparição, como Raul, o Visconde de Bragelone, filho do mosqueteiro Athos, ou Mordaunt, filho de Milady de Winter, buscando vingança pela morte de sua mãe.

## Resumo geral

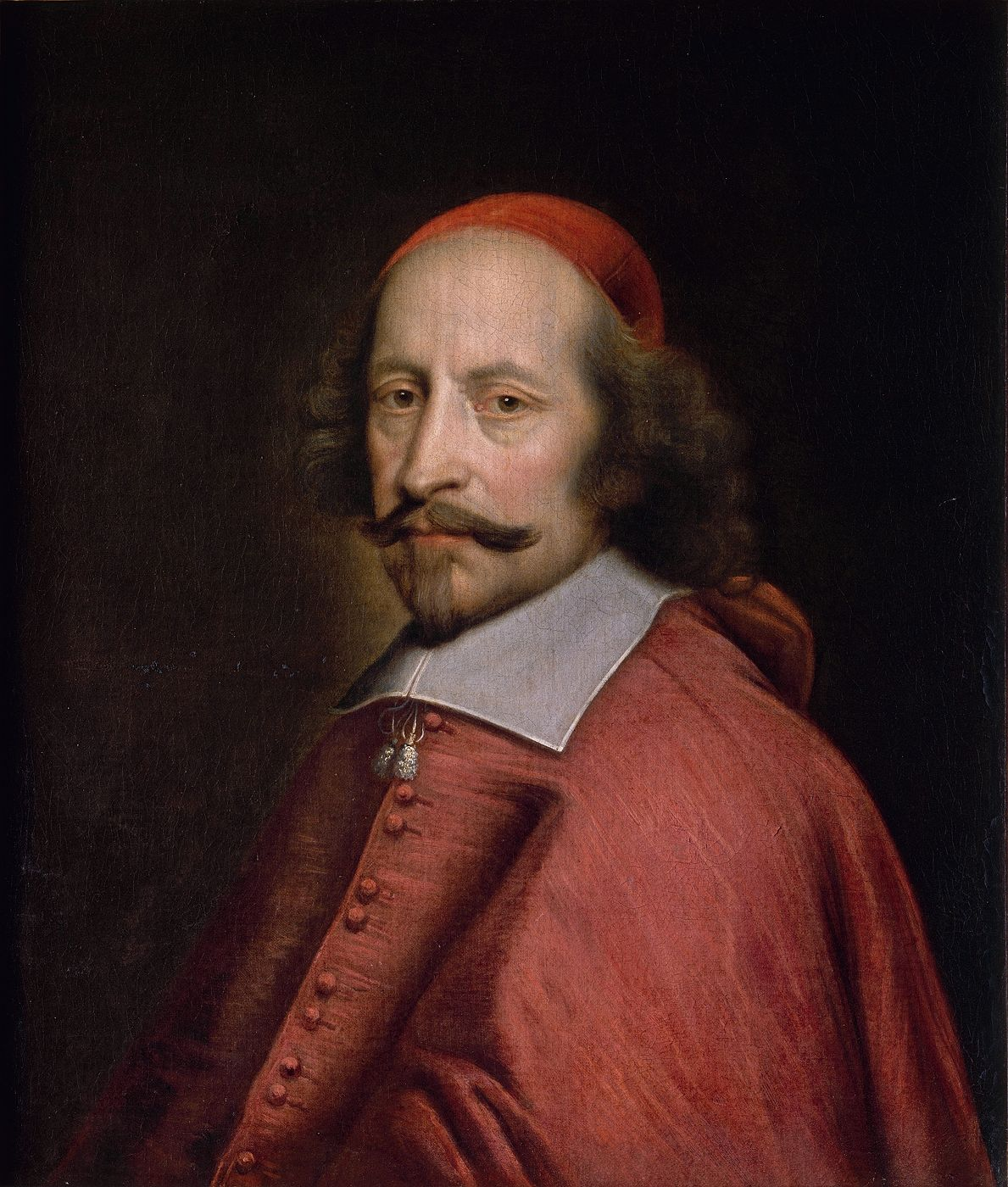
Cardeal Mazarino

Este livro, que é a continuação de Os Três Mosqueteiros, conta as aventuras de quatro bravos homens, outrora mosqueteiros, vinte anos depois de eles se despedirem, numa época difícil, de descontentamento popular, em França, nos meados do século XVII.
A França divide-se em dois partidos: o de cardeal Jules Mazarin, que controla, em maior parte, a rainha Ana da Áustria, e o seu filho, o rei Luís XIV de França, que ainda não atingiu a maioridade; e o partido popular (La Fronde), com alguns dos mais importantes elementos da nobreza. D'Artagnan, como está ao serviço dos mosqueteiros reais, é obrigado a lutar pelo partido de Mazarin. Este, quando lhe contaram os feitos heróicos da juventude do bravo soldado, decide usá-lo em tarefas especiais, para vencer na disputa política francesa, e manda-lhe encontrar os seus três amigos: Porthos, Athos e Aramis. No entanto, só Porthos é que se junta a d'Artagnan: os outros dois são activos combatentes da Fronde.
Após várias aventuras, d'Artagnan e Porthos são mandados à Inglaterra, pelo cardeal, com o objectivo de entregar uma carta ao general Oliver Cromwell que está a tirar o poder ao rei Carlos I da Inglaterra. Chegado ao país, os nossos amigos entregam a carta, mas depois encontram Athos e Aramis, que foram para a Inglaterra para salvar o rei Carlos I. Então, juntam-se os quatro, e fazem várias tentativas de salvar o monarca, que foi condenado a morte pelo Parlamento, no entanto, o rei acaba por ser executado. Após isso, voltam à sua pátria, matando pelo caminho o seu inimigo mortal - Mordaunt, filho da Milady, que os amigos executaram, pelos seus feitos extraordináriomente maléficos.
Aí, Athos, Porthos e d'Artagnan são presos. Porém, eles fogem, conseguindo ainda raptar Mazarino, que teve que cumprir as vontades do povo, para se libertar.
No fim, os quatro amigos voltam a despedir-se.

## Sinopse

### D'Artagnan e Mazarino
A ação inicia-se sob a regência de Ana da Áustria e a autoridade de Jules Mazarin, o Cardeal Mazarino. D'Artagnan, que parecia destinado a uma promissora carreira ao final do livro "Os Três Mosqueteiros", vinte anos depois ainda permanece como tenente dos Mosqueteiros, sem grandes esperanças de promoção, apesar de sua ambição e da dívida que a rainha lhe deve. Por sorte, numa época em que o povo francês demonstra detestar o primeiro-ministro e tender a apoiar a Fronda, movimento contrário a Mazarino, d'Artagnan é encarregado pelo cardeal de fazer parte de sua escolta. D'Artagnan é enviado à Bastilha para buscar um prisioneiro, na verdade seu velho amigo e adversário, o Conde de Rochefort.

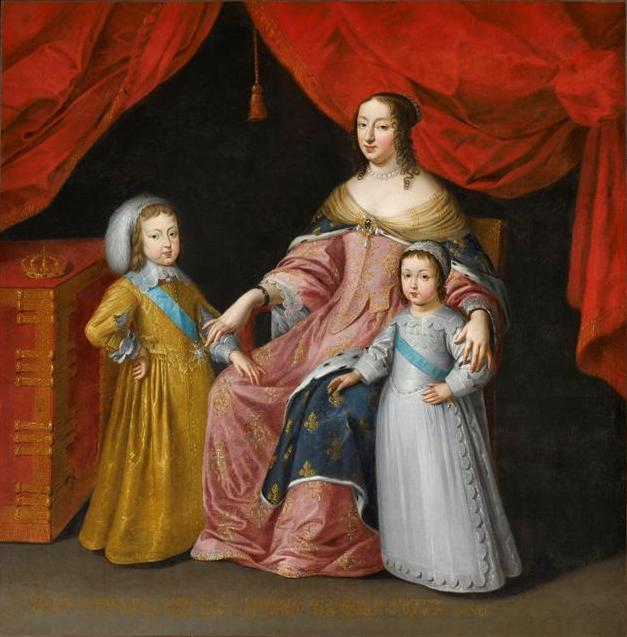
Ana d'Áustria com seus filhos
Museu Nacional do Palácio de Versailles

Rochefort é trazido para uma audiência com Mazarino, sem antes renovar seus votos de amizade com relação ao mosqueteiro e fazer uma promessa de ajudá-lo em sua promoção. Durante a audiência toma conhecimento que a causa de sua prisão fora sua recusa de servir Mazarino em época anterior. No entanto, recorda-se de sua promessa a d'Artagnan e, apesar de oferecer seus serviços ao cardeal, recusa-se a espionar o Duque de Beaufort, à época prisioneiro, e logo descobre que, devido a isso, deve retornar à Bastilha. Isso não o impede de tecer elogios a d'Artagnan e a seus três amigos mosqueteiros.
Descobrindo ser d'Artagnan o homem de quem precisa, Mazarino entra nos aposentos da Rainha para comunicar-lhe ter colocado a seu serviço o homem que tão bem a serviu vinte anos antes. A rainha, sentindo-se culpada por ter esquecido o serviço prestado por d'Artagnan, dá a Mazarino o mesmo anel de diamantes que ela havia dado há muitos anos ao mosqueteiro e que este fora obrigado a vender para custear seus primeiros anos de vida militar, pedindo que o mesmo fosse novamente entregue a d'Artagnan. O avarento cardeal, no entanto, apenas usa o diamante para mostrar a d'Artagnan que este entra novamente a serviço da Rainha e guarda o anel para si. Dá como missão a d'Artagnan de partir em busca de seus três amigos, que Mazarino espera também colocar a seu serviço.

### Reunião dos Quatro Mosqueteiros
D'Artagnan está perdido ; ele perdeu contato completamente com seus amigos, que retomaram seus nomes reais. Athos, o Conde de La Fère, retornou para seus domínios, próximos a Blois ; Porthos, Monsieur du Vallon, casou-se com a abonada viúva de um advogado ; e Aramis, o abade d'Herblay, retornara à Igreja. A sorte intervem, entretanto, quando Planchet, antigo criado de d'Artagnan, entra nos aposentos do antigo mestre, procurando fugir da prisão por ter ajudado a fuga de Rochefort. Através de Planchet, d'Artagnan localiza Bazin, antido criado de Aramis, agora bedel na Catedral de Notre Dame. Apesar de Bazin não querer ajudar, d'Artagnan descobre, através de um coroinha, que Bazin faz visitas frequentes a Noisy. D'Artagnan e Planchet dirigem-se para lá, onde são cercados do lado de fora da casa de Madame de Longueville por um grupo que acredita-os partidários da Fronda. Quando o grupo fica satisfeito ao saber que d'Artagnan não é o homem que procuram, Aramis surpreende Planchet ao pular sobre a garupa de seu cavalo de uma árvore onde estava escondido.
Apesar de d'Artagnan achar, através da decoração do quarto de Aramis, que o antigo mosqueteiro que tanto queria ser padre é agora um padre que quer voltar a ser soldado, Aramis não se interessa em entrar para o serviço do Cardeal Mazarino. Quando omomento da partida chega, d'Artagnan aguarda escondido, julgando ser Aramis um homem da Fronda e amante de Madame de Longueville ; a suspeita é confirmada.
A visita a Aramis, entretanto, não foi de todo infrutífera, já que através dela d'Artagnan consegue o endereço de Porthos. Ao chegar às terras de Porthos, d'Artagnan e Planchet são recebidos com grande demosntração de alegria por parte do antigo mosqueteiro. D'Artagnan percebe que Porthos, apesar da boa saúde e da vida gasta à procura de divertimentos, não é feliz. Porthos deseja tornar-se barão e, com esta promessa, d'Artagnan consegue levá-lo para o serviço de Mazarino.
D'Artagnan então continua sua busca, à procura de Athos, a quem encontra completamente mudado, servindo como exemplo para seu filho, Raoul e estacionado em suas terras em Blois. Apesar de Athos não aceitar entrar a serviço de mazarino, os dois combinam encontrar-se em Paris ; Athos deseja levar Raoul para a capital para fazer dele um cavalheiro e também para separá-lo de Louise de La Vallière, por quem o filho é completamente apaixonado. Em Paris, Athos visita Madame de Chevreuse, antiga amante de Aramis, e que, sob o nome de Maria Michon, muito se comunicara com Aramis e vice-versa, em "os Três Mosqueteiros". Athos revela a ela, discretamente, que Raoul é fruto de um encontro fortuito entre ele, Athos, e Madame de Chevreuse, e através disso consegue uma carta de recomendação para que Raoul se junte ao exército.

### O Duque de Beaufort
A cena então muda para enfocar o Duque de Beaufort, prisioneiro de Mazarino em Vincennes, que ganha um novo carcereiro, na verdade o silencioso criado de Athos, Grimaud. Grimaud torna-se instantaneamente desagradável para o Duque, como parte de um plano de fuga. Usando mensagens passadas para Rochefort através de bolas de tênis atiradas por sobre os muros da prisão, combinam uma refeição em Whitsuntide, à qual la Ramée, segundo em comando na prisão, também é convidado. A fuga é um sucesso mas d'Artagnan e Porthos partem em perseguição aos fugitivos.
Após uma corrida contra o tempo, e tendo vencido diversos adversários pelo caminho, Porthos e d'Artagnan são cercados na escuridão por espadachins tão hábeis quanto eles que se revelam ser, na verdade, seus companheiros Athos e Aramis. Os quatro marcam então um encontro em Paris, à Praça Royale, acreditando terem se tornado inimigos e temendo um confronto em duelo. No entanto o que acontece é que os quatro amigos reconciliam-se e renovam seus votos de amizade eterna.

### Aparece Mordaunt
Enquanto acontecem os fatos narrados acima, Raoul está em viagem para juntar-se ao Exército. No caminho percebe um jovem cavalheiro aproximadamente de sua idade e procura alcançá-lo. O outro cavalheiro alcança a balsa antes dele mas cai no rio e é salvo por Raoul que atira-se na água para salvá-lo. Raoul fica sabendo tratar-se do Conde de Guise e os dois tornam-se amigos. Mais à frente o Conde de Guiche quita sua dívida, salvando Raoul do ataque de soldados espanhóis. Após a luta, os dois encontram um homem à beira da morte que suplica pelos últimos sacramentos. Raoul e de Guise levam o moribundo até um albergue e encontram um monge em viagem. Apesar de acharem o monge desagradável e do mesmo estar pouco inclinado a fazer seu serviço, os amigos forçam o monge a dirigir-se até o albergue. Lá chegando, o monge escuta a confissão do moribundo. Este revela ser o carrasco da cidade de Béthune e confessa ter tomado parte na execução de Milady de Winter (fato narrado na parte final do romance "Os Três Mosqueteiros"). O monge revela então ser o filho de Milady, John Francis de Winter, que adotou o nome de Mordaunt após o Rei da Inglaterra, Carlos I, tê-lo espoliado de todos os seus títulos. Mordaunt apunhala o carrasco.
Grimaud que, após a fuga do Duque de Beaufort, seguia caminho para juntar-se a Raoul, chega ao albergue no momento em que o assassinato está acontecendo porém tarde demais para evitá-lo ou para deter o monge. Depois de ouvir o que aconteceu da boca do moribundo, Grimaud desculpa-se com Raoul e parte para avisar Athos sobre o filho de Milady.
Enquanto isso, d'Artagnan e Porthos ajudam a Rainha Ana d'Áutria, o jovem Luís XIV e Mazarino a escapar de Paris depois dos cidadãos parisienses finalmente começarem uma rebelião. D'Artagnan junta-se ao jovem rei e protege-o de alguns homens da Fronda que, querendo garantir que o rei e a rainha não fujam, penetram nos aposentos reais pedindo para vê-los.

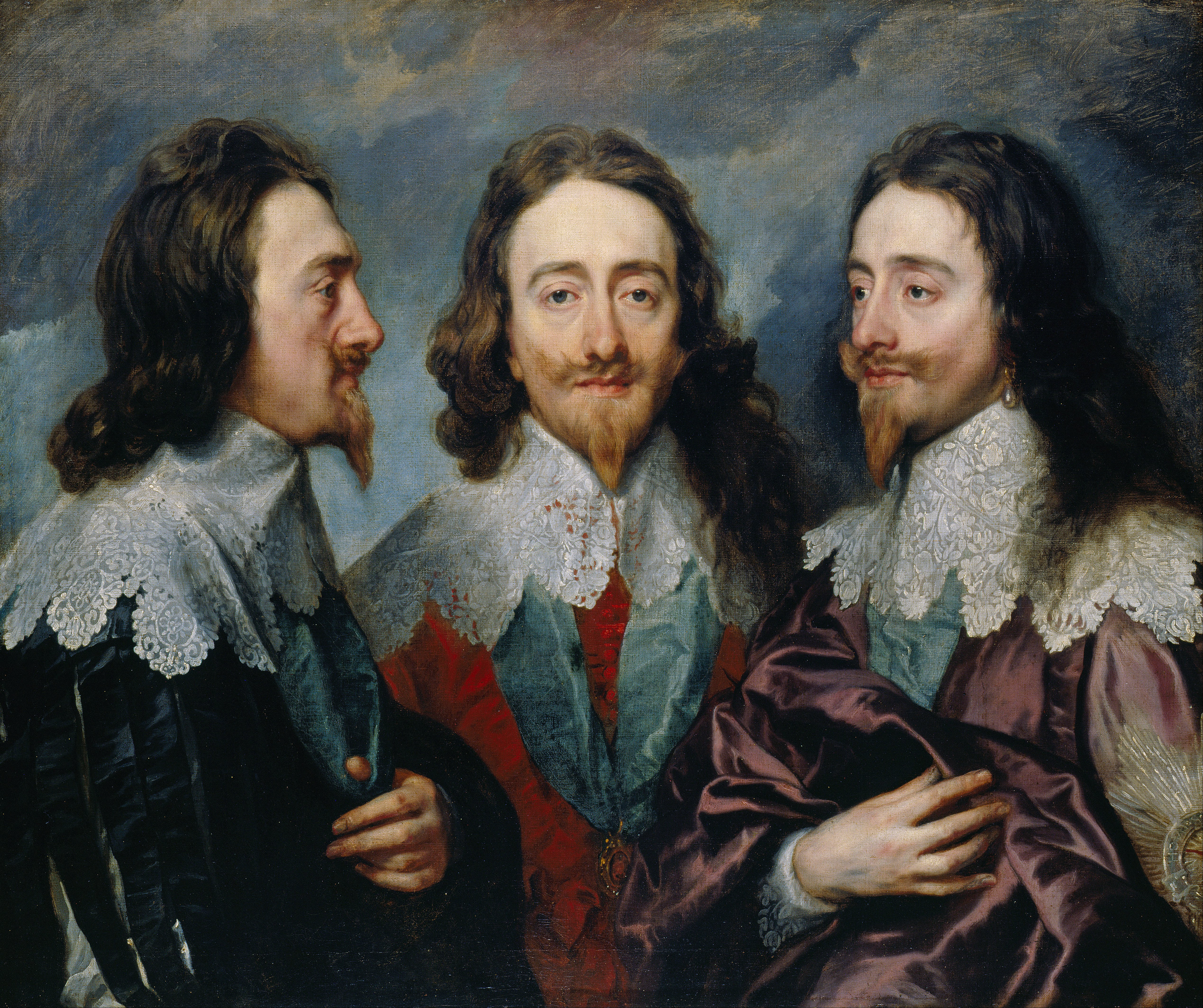
Carlos I, Rei de Inglaterra de Anthony van Dyck

Depois da fuga do rei e de seu alojamento fora dos limites de Paris, Mazarino manda d'Artagnan e Porthos para a Inglaterra com uma mensagem para Oliver Cromwell e colocando ambos sob comando do inglês durante algum tempo. Ao mesmo tempo, a Rainha Henriqueta Maria pede a Athos e Aramis que ajudem seu marido, o Rei Carlos I, às voltas com uma Guerra Civil. Aramis e Athos também viajam para a Inglaterra.

### Na Inglaterra
O filho de Milady, Mordaunt, retoma seu papel como um dos chefes antagonistas da monarquia. Com personalidade tão distorcida e traiçoeira quanto sua mãe, o filho jura vingar a mãe. Mordaunt busca não só seu tio, Lord de Winter, quanto os quatro companheiros franceses desconhecidos que tomaram parte no "julgamento" e execução clandestinos de Milady de Winter. Após matar o carrasco enquanto disfarçado de monge e tomando sua confissão, Mordaunt mata também seu tio, Lord de Winter, cunhado de Milady, durante a mesma batalha em que o Rei Carlos I é capturado. Athos e Aramis também são capturados por d'Artagnan e Porthos, no momento lutando ao lado de Mordaunt e das tropas de Cromwell. Assim que conseguem ter uma conversa, Athos tenta convencer d'Artagnan e Porthos a ajudá-lo a soltar Carlos I. D'Artagnan e Porthos libertam seus amigos e começam a fazer planos para tentar libertar e salvar o rei.
No entanto, ao final, todos os seus planos falham e Mordaunt executa o Rei Carlos I com suas próprias mãos já que os quatro companheiros haviam raptado o carrasco oficial na esperança de poder atrasar a execução.
D'Artagnan e seua amigos ainda confrontam Mordaunt na residência londrina de Cromwell, mas, durante um duelo com d'Artagnan, este escapa através de uma passagem secreta.
Os franceses e seus criados deixam a Inglaterra por barco mas Mordaunt alcança o navio e o explode. Enquanto os sobreviventes tentam salvar-se em um bote, Mordaunt implora para ser recolhido a bordo. Com exceção de Athos, todos rejeitam seus apelos. No entanto, com seu grande coração, Athos insiste em salvar seu inimigo, mas, ao tentar trazê-lo para dentro do bote, Mordaunt deliberadamente puxa o antigo mosqueteiro para a água e tenta matá-lo. É Mordaunt quem é morto.
Athos junta-se aos outros, dizendo "Eu tinha um filho… Eu queria viver"; o mosqueteiro referia-se, no caso, a Raoul .

### Final
De volta à França, os quatro amigos seguem caminhos separados. D'Artagnan e Porthos vão para Paris por uma rota diferente dos outros dois, sabendo que Mazarino não esquecerá sua desobediência. Aramis e Athos alcançam Paris apenas para saber que seus dois amigos não a alcançaram. Indo em sua busca, descobrem de sua prisão por Mazarino em Rueil. Athos tenta convencer a Rainha Ana d'Áustria a ajudar seus amigos mas é preso também. Depois disso, d'Artagnan ameaça escapar com Porthos e captura Mazarino ao invés disso. Mazarine é levado a um dos castelos de Porthos e concorda com algumas concessões para os quatro amigos em troca de sua liberdade. Entre elas, Mazarino faz de Porthos barão e de d'Artagnan capitão dos mosqueteiros. Tais concessões são posteriormente ratificadas pela rainha que finalmente se dá conta de sua imensa ingratidão com relação a d'Artagnan e seus amigos.
Ao final da novela, a primeira Fronda chega ao final e Mazarino, a Rainha Ana d'Áustria e o Rei Luís XIV voltam para Paris. Acontece um motim durante o qual d'Artagnan acidentalmente mata Rochefort e Porthos mata Bonacieux (que no primeiro volume da trilogia, "Os Três Mosqueteiros", era senhorio de d'Artagnan, marido de sua amante Constance e agente de Richelieu, e agora é um mendigo e homem da Fronda). Ao final do livro, os quatro amigos separam-se. D'Artagnan permanece em Paris com Mazarino e a Rainha Ana, Athos volta para suas terras em La Fère, Aramis volta para seu convento em Noisy le Sec e Porthos para seu castelo.
Os quatro vão voltar a encontrar-se dez anos depois nos fatos narrados no terceiro volume da trilogria, "O Visconde de Bragelonne".